# 小樽運河工芸館
- 小樽運河工芸館[1]
- 小樽運河工藝館[2]

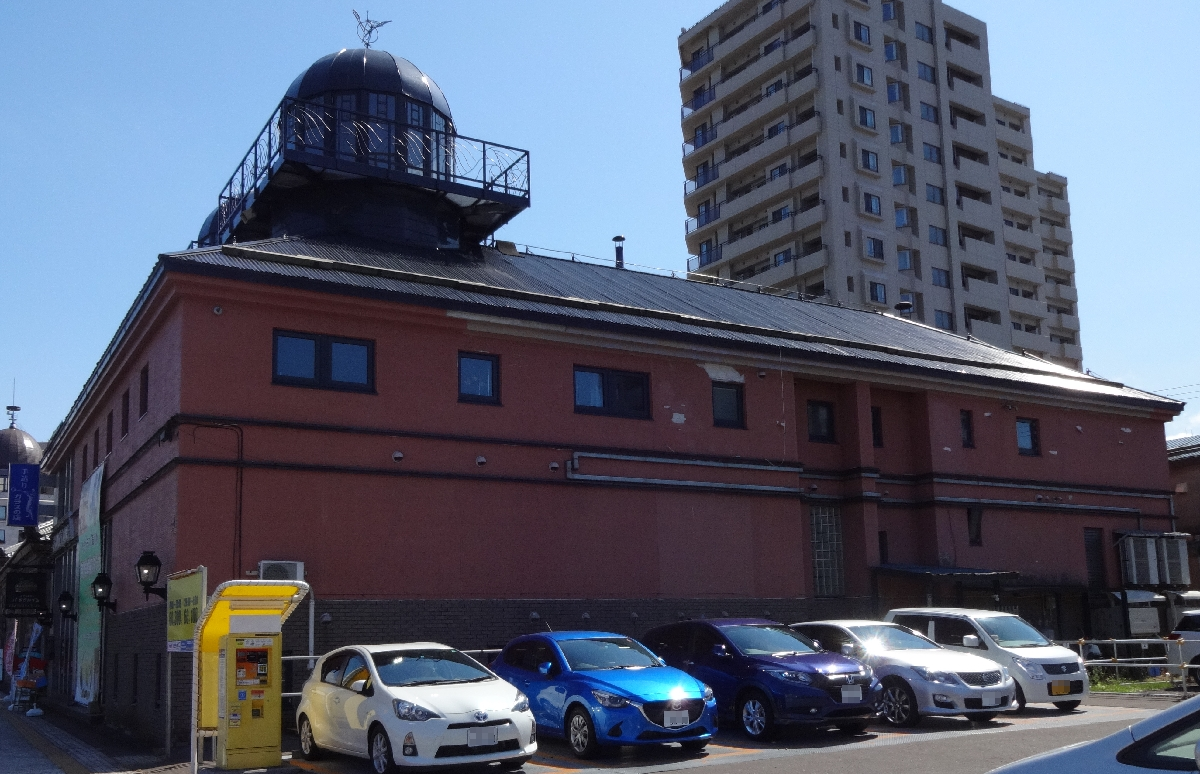
小樽運河工芸館として営業していた建築物。撮影日の2016年8月11日時点では小樽イルポンテとして営業中。

小樽運河工芸館（おたるうんがこうげいかん）は、北海道小樽市にかつて存在したガラス工房。運営元は株式会社・小樽工芸舎。小樽市にガラス工芸の文化が定着した時期である1988年（昭和63年）に、小樽運河を一望できる小樽市色内町2丁目に開館した。
建物は地下1階・地上2階の煉瓦造りであり、1階は自社製品や北海道内のガラス職人によるガラス製品の展示と販売コーナー、2階にはレストランがあった。ガラス工房自体は地下にあり、当時珍しかったガラス職人の実演を間近で見られる工房として人気を集めた。サンドブラスト、吹きガラス、ステンドグラス製作など、ガラス製作体験メニューも多数用意されており、入館者がガラス製作を楽しむこともできた。
開館3年目を迎えた1990年（平成2年）には小樽有数の観光施設と呼ばれ、千円程度の結婚式の引き出物から最高10万円のスポーツ大会用トロフィーまで、手作りのオリジナル製品で人気を博した。最盛期には個人旅行客や修学旅行生など、来客数は年間2万人に昇り、ガラスの町・小樽を代表する観光施設として人気を集め、中山美穂主演映画『Love Letter』など、映画の撮影にも用いられた。小樽市内の文化の担い手と呼ばれるガラス職人には、この館での修行を経て独立した者も多い。1990年代には小樽のガラス文化の先駆けといわれる北一硝子などとともに、小樽観光の人気を担っていた。
2つのドーム型展望台を持つ建物も特徴的であり、1988年には小樽市のまちづくりの一環として、第1回小樽市都市景観賞作品に選定された。選定時は、現代的デザインを取り入れながらも小樽運河や石造倉庫など歴史的な景観に配慮しているとして評価された。当時の代表者は「かなり無理をして建てた」と語っていた。
しかし2008年（平成20年）のリーマン・ショック以降、入館者は次第に減少を始めた。2011年（平成23年）の東日本大震災以降はさらに集客が落ち込み、小樽市内の多くのガラス工房が営業に苦しむ中、本館は入館者が前年の2割から3割にまで激減したことにより、閉館が決定した。ガラス製作体験は同2011年6月に打ち切られ、ガラス製品の売店も同2011年8月に閉店した。周囲からは閉館を残念がる声、営業継続を望む声などが寄せられていた。
その後の2012年（平成24年）、小樽市内の別の町にあった革製品・ガラス製作体験スタジオの「ilPONTE（イルポンテ）」がこの建物に移転し、営業を続けている。また新千歳空港にも支店があったが、そちらは別業者により「小樽硝子工藝館」として営業している。